# اچ‌ام‌ای‌اس فرمانتل (اف‌سی‌پی‌بی ۲۰۳)
اچ‌ام‌ای‌اس فرمانتل (اف‌سی‌پی‌بی ۲۰۳) (به انگلیسی: HMAS Fremantle (FCPB 203)) یک کشتی بود که طول آن ۱۳۷٫۶ فوت (۴۱٫۹ متر) بود. این کشتی در سال ۱۹۷۹ ساخته شد.